# Казино (Ленинградская область)
Ка́зино — деревня в Выскатском сельском поселении Сланцевского района Ленинградской области.

## История
Деревня Казина упоминается на карте Санкт-Петербургской губернии Ф. Ф. Шуберта 1834 года.

КАЗИНО — деревня принадлежит князю Дондукову-Корсакову, число жителей по ревизии: 37 м. п., 40 ж. п. (1838 год)

Как деревня Казина она отмечена на карте профессора С. С. Куторги 1852 года.

КАЗИНО — деревня владельческая при речке Дымокорке, число дворов — 18, число жителей: 51 м. п., 43 ж. п.; Часовня православная. (1862 год) 

В XIX — начале XX века деревня административно относилась к Выскатской волости 1-го земского участка 1-го стана Гдовского уезда Санкт-Петербургской губернии.
Согласно Памятной книжке Санкт-Петербургской губернии 1905 года деревня образовывала Казинское сельское общество.

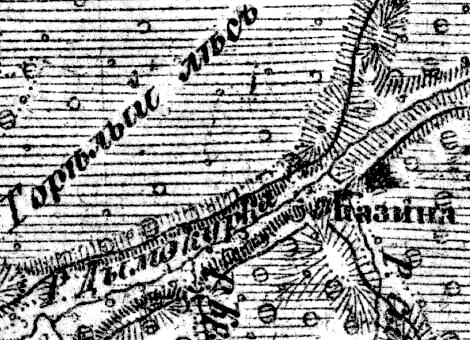
Деревня Казино на карте 1919 года

Согласно карте Петроградской и Эстляндской губерний 1919 года деревня называлась Казина.
С 1917 по 1924 год деревня входила в состав Казинского сельсовета Выскатской волости Гдовского уезда.
С 1924 года, в составе Патреевского сельсовета.
С августа 1927 года, в составе Рудненского района.
С 1928 года, в составе Савиновщинского сельсовета. В 1928 году население деревни составляло 165 человек.
С 1930 года, в составе Попковогорского сельсовета.
По данным 1933 года деревня Казино входила в состав Попковогорского сельсовета Рудненского района. С августа 1933 года, в составе Гдовского района.
С 1935 года, вновь в составе Савиновщинского сельсовета.
С января 1941 года, в составе Сланцевского района.
С 1 августа 1941 года по 31 января 1944 года, германская оккупация.
С 1954 года, вновь в составе Попковогорского сельсовета.
С 1963 года, в составе Кингисеппского района.
По состоянию на 1 августа 1965 года деревня Казино входила в состав Выскатского сельсовета Кингисеппского района. С ноября 1965 года, вновь в составе Выскатского сельсовета Сланцевского района. В 1965 году население деревни составляло 45 человек.
По данным 1973 года деревня Казино входила в состав Попковогорского сельсовета Сланцевского района.
По данным 1990 года деревня Казино входила в состав Выскатского сельсовета.
В 1997 году в деревне Казино Выскатской волости проживали 12 человек, в 2002 году — 6 человек (русские — 83 %).
В 2007 году в деревне Казино Выскатского СП проживали 4, в 2010 году — 28, в 2011 и 2012 годах — 25, в 2013 году — 32, в 2014 году — 38 человек.

## География
Деревня расположена в центральной части района в месте соединения автодорог 41К-804 (Казино — Савиновщина) и 41К-803 (Казино — Дворище).
Расстояние до административного центра поселения — 14 км.
Расстояние до ближайшей железнодорожной платформы Сланцы — 23 км.
Деревня находится на правом берегу реки Дымакарка.

## Демография
| 1862 | 2007 | 2010 | 2017 |
| ---- | ---- | ---- | ---- |
| 94   | ↘4   | ↗28  | ↗34  |

## Инфраструктура
На 2014 год в деревне было зарегистрировано семь домохозяйств.